# Spalangia girardi
Spalangia girardi är en stekelart som beskrevs av Jean-Yves Rasplus 1993. Spalangia girardi ingår i släktet Spalangia och familjen puppglanssteklar.
Artens utbredningsområde är Elfenbenskusten. Inga underarter finns listade i Catalogue of Life.